# Loi de Wenzel
La loi de Wenzel modélise l'angle de contact apparent {\displaystyle \theta ^{*}} pris par un fluide sur un substrat présentant de la rugosité.

## Définition de la rugosité
On définit la rugosité {\displaystyle r} comme :
{\displaystyle r={\frac {\textrm {Surface~reelle}}{\textrm {Surface~apparente}}}\geq 1}
La surface apparente étant la surface créée par la projection de la surface réelle sur un plan.

## Calcul
On suppose tout d'abord que l'angle de contact local {\displaystyle \theta _{e}} satisfait la loi de Young-Dupré, attendue sur un solide homogène :
{\displaystyle \gamma \cos \theta _{e}=\gamma _{SG}-\gamma _{SL}}.
En déplaçant la ligne de contact d'une longueur {\displaystyle dx}, on obtient par la méthode des travaux virtuels :
{\displaystyle \delta W=(\gamma _{SG}-\gamma _{SL})2\pi xrdx-\gamma 2\pi xdx\cos(\theta ^{*})}
En utilisant l'équation de Young, on obtient la relation de Wenzel :
{\displaystyle \cos \theta ^{*}=r\cos \theta _{e}}
Le facteur de rugosité étant supérieur à 1, la relation de Wenzel prévoit que hydrophilie et hydrophobie (angles de contact aigu ou obtus) sont renforcées par la présence de rugosité. Dans le cas hydrophobe, toutefois, cet effet n'est en général pas observé : de l'air reste piégé dans les cavités rugueuses, si bien que c'est plutôt la loi de Cassie qui est pertinente pour décrire l'angle apparent fait par le liquide sur le solide.